# Pope County, Minnesota
Pope County är ett administrativt område i deltaten Minnesota i USA, med 10 995 invånare. Den administrativa huvudorten (county seat) är Glenwood.

## Politik
Pope County har historiskt varit ett så kallat swing distrikt där det varit jämnt mellan republikanerna och demokraterna i valen. Under senare år har countyt dock röstat alltmer republikanskt. Republikanernas kandidat har vunnit countyt i fyra av fem presidentval under 2000-talet, alla utom valet 2008 då demokraterna vann countyt. I valet 2016 vann republikanernas kandidat med 60 procent av rösterna mot 33,3 för demokraternas kandidat, vilket är den största segern i countyt för en republikansk kandidat sedan valet 1928.

## Geografi
Enligt United States Census Bureau har countyt en total area på 1 858 km². 1 736 km² av den arean är land och 122 km² är vatten.

### Angränsande countyn
- Douglas County - norr
- Stearns County - öst
- Kandiyohi County - sydost
- Swift County - söder
- Stevens County - väst
- Grant County - nordväst

### Orter
- Brooten (delvis i Stearns County)
- Cyrus
- Farwell
- Glenwood (huvudort)
- Long Beach
- Lowry
- Sedan
- Starbuck
- Villard
- Westport